# Oteștii de Jos
Oteștii de Jos – wieś w Rumunii, w okręgu Aluta, w gminie Cungrea. W 2011 roku liczyła 322 mieszkańców.